# Anthony Obame
Anthony Obame, né le 10 septembre 1988 à Libreville, est un taekwondoïste gabonais. Vice-champion Olympique lors des Jeux Olympiques de Londres 2012, il est le premier et unique médaillé olympique gabonais. Il est également champion du monde et champion d'Afrique, dans la catégorie des poids lourds (+87 kilos).

## Biographie
Anthony Obame est né le 10 septembre 1988 à Libreville d'une famille originaire de Bitam, au nord du Gabon.

### Débuts
Il découvre le taekwondo dès l’âge de 6 ans, dans le club de l’armée de l’air gabonaise où son père l’inscrit. Le jeune Anthony Obame, plus souvent appelé « Mandy » par son entourage, commence la compétition au début des années 2000, dans le club « Big-Man » situé au Delta postal près d'Agondjé, dans le nord de Libreville, il y est entraîné par le Maître El Hassan. Il évolue notamment aux côtés de ses collègues Yoan, Bobo James, Vanel ,Gaël, Davy, Erolle Mintsa alias Teckman, etc. Il remporte des compétitions et est élu plusieurs fois meilleur combattant, ce qui attire l'attention de la sélection nationale. Il remporte la médaille de bronze lors du championnat d'Afrique 2010.

### Préparation Olympique 2010-2012
À la suite de ses performances sportives, il est invité dans le cadre de la Solidarité International Francophone à rejoindre le Centre de ressources, d'expertise et de performance sportives (CREPS) de Toulouse. En 2010, juste après avoir décroché le bac, il s'envole ainsi pour la France afin de se donner les moyens d'atteindre ses objectifs sportifs et de poursuivre ses études. Au sein de la structure française, il étudie le management du sport, tout en s'entraînant plus de 20 heures par semaine. 
À la rentrée sportive 2011-2012, il intègre l'Institut national du sport, de l'expertise et de la performance (INSEP) à Paris afin de rejoindre l'équipe de France entraînée par l'ancien champion du monde (-58 kg) Juan Antonio Ramos. Il s'entraîne notamment aux côtés du double médaillé olympique, Pascal Gentil, de la double championne du monde et médaillée olympique, Gwladys Epangue, du champion du monde Mamédy Doucara ainsi que du Britannique Mahama Cho. Anthony Obame se démarque au sein du collectif et les résultats suivent rapidement sur la scène internationale.
En janvier 2012, lors du tournoi continental de qualification olympique, il remporte son combat face au double champion du monde, le Malien Daba Modibo Keita et décroche ainsi son ticket pour participer aux JO de Londres. Dans la foulée de cette victoire, le Gabonais redouble d'efforts à l'entraînement, travaille sa puissance, sa souplesse et ses stratégies tactiques, pour affûter toutes ses armes.
Le 11 août 2012, à l'issue d'un remarquable parcours aux Jeux olympiques de Londres, il remporte la première médaille olympique et l'unique de l'histoire du Gabon. Alors qu'il menait toute la finale contre Carlo Molfetta, à quelques secondes de la fin, ce dernier parvient à remonter au score. Après la période de prolongation, la décision des arbitres est en faveur de l'Italien et Anthony décroche une médaille d'argent.

### Champion du monde 2013, champion d'Afrique 2014
En septembre 2013, il rejoint le centre d'entraînement élite de Juan Antonio Ramos, situé sur l'île de Majorque, en Espagne. Le groupe est également composé de la vice-championne olympique (-49 kg), Brigitte Yagüe ainsi que de la Gabonaise, Maria Mouegha (-62 kg).
Lors du championnat du monde 2013, Anthony Obame enchaîne les victoires et s'impose en finale face à l'Iranien, Sajjad Mardani, pour décrocher le titre mondial.
En 2014, il remporte le championnat d'Afrique à Tunis en Tunisie et le Grand Prix à Suzhou, en Chine. 
Le 2 décembre 2014, lors du Gala de la Fondation Abdou Diouf Sport-Vertu, il reçoit le Prix d'Excellence décerné par le Président de la République du Sénégal, S.E.M. Macky Sall.

### Préparation olympique 2015-2016
Lors du championnat du monde 2015 à Chelyabinks en Russie, il remporte la médaille de bronze.

### 2020
15e mondial en 2020, il remporte la finale du tournoi de qualification olympique à Rabat en février 2020 dans la catégorie des plus de 80 kg et se qualifie donc pour les Jeux olympiques de Tokyo.

## Honneurs
- Chevalier de l'Ordre National du Mérite décerné par le Président de la République du Gabon, S.E.M. Ali Bongo Ondimba
- Lauréat du Prix d'Excellence 2014 de la Fondation Abdou Diouf Sport-Vertu, décerné par le Président de la République du Sénégal, S.E.M. Macky Sall[3].
- Classement Forbes 2014 "les 20 jeunes bâtisseurs de l'Afrique de Demain"

## Palmarès

### Jeux olympiques
- Médaille d'argent des plus de 80 kg aux Jeux olympiques de Londres 2012, au Royaume-Uni

### Championnats du monde
- Médaille d'or des plus de 87 kg aux Championnats du monde de taekwondo 2013 à Puebla, au Mexique
- Médaille de bronze des plus de 87 kg aux Championnats du monde de taekwondo 2015 à Tcheliabinsk, en Russie
- Médaille de bronze des plus de 87 kg aux Championnats du monde de taekwondo 2017 à Muju, en Corée du Sud

### Championnats d'Afrique
- Médaille d'or des plus de 87 kg aux Championnats d'Afrique de taekwondo 2014 à Tunis, en Tunisie
- Médaille d'or des plus de 87 kg aux Championnats d'Afrique de taekwondo 2018 à Agadir, au Maroc
- Médaille d'argent des plus de 87 kg aux Championnats d'Afrique de taekwondo 2016 à Port-Saïd, en Égypte
- Médaille de bronze des moins de 87 kg aux Championnats d'Afrique de taekwondo 2010 à Tripoli, en Libye
- Médaille de bronze des plus de 87 kg aux Championnats d'Afrique de taekwondo 2021 à Dakar, au Sénégal
- Médaille de bronze des plus de 87 kg aux Championnats d'Afrique de taekwondo 2022 à Kigali, au Rwanda

### Jeux africains
- Médaille d'argent des plus de 87 kg aux Jeux africains de 2015 à Brazzaville, en République du Congo
- Médaille d'argent des moins de 87 kg aux Jeux africains de 2011 à Maputo, au Mozambique
- Médaille de bronze des plus de 87 kg  aux Jeux africains de 2019 à Rabat, au Maroc
- Médaille de bronze des plus de 87 kg  aux Jeux africains de 2023 à Accra, au Ghana

### Championnats du monde universitaires
- Médaille d'argent des plus de 87 kg aux Championnats du monde universitaires de taekwondo 2012 à Pocheon, en Corée du Sud

### Opens internationaux
- Médaille d'or des plus de 87 kg à l'Open d'Espagne 2017 à Alicante, en Espagne
- Médaille d'or des plus de 87 kg à l'Open de Paris 2016 à Paris, en France
- Médaille d'or des plus de 87 kg à l'Open d'Espagne 2015 à Pontevedra, en Espagne
- Médaille d'or des plus de 87 kg à l'Open du Canada 2014 à Montréal, au Canada
- Médaille d'or des plus de 87 kg à l'US Open 2013 à Las Vegas, aux États-Unis
- Médaille d'argent des plus de 87 kg à l'Open d'Égypte 2017 à Louxor, en Égypte
- Médaille d'argent des plus de 87 kg à l'US Open 2014 à Las Vegas, aux États-Unis
- Médaille d'argent des plus de 87 kg à l'Open des Pays-Bas 2014 à Eindhoven, aux Pays-Bas
- Médaille de bronze des plus de 87 kg à l'Open du Luxembourg 2016 à Luxembourg, au Luxembourg
- Médaille de bronze des plus de 87 kg à l'Open d'Australie 2015 à Melbourne, en Australie
- Médaille de bronze des plus de 87 kg à l'Open d'Espagne 2013 à Alicante, en Espagne